# Мякотін Венедикт Олександрович
Венедикт Олександрович Мякотін (14 березня 1867, Гатчина — 05 жовтня 1937, Прага) — російський історик, публіцист, політичний діяч. Дослідник історії Гетьманщини. Автор антиукраїнських історичних концепцій, які поширював на еміграції у Болгарії та Чехословаччині. 

## Біографія
Народився в м. Гатчина (нині місто Ленінградської області, РФ). Закінчив гімназію в м. Кронштадт та історико-філологічний факультет Петербурзького університету, після чого був залишений при університеті для підготовки до професорського звання. 
1889 вийшла перша його праця «Крестьянский вопрос в Польше в эпоху ее разделов». 
1891—1900 викладав історію в різних навчальних закладах, в тому числі в Олександрівському ліцеї та Воєнно-юридичній академії Генерального штабу, читав лекції з історії України для української молоді, що навчалася в Санкт-Петербурзі. 
На початку 1890-х рр. жив у Києві, працюючи під керівництвом Івана Лучицького над соціально-економічною історією Гетьманщини. На основі архівних документів, знайдених у Київському, Харківському, Чернігівському і Московському архівах, опублікував «Дела по истории крестьянства левобережной Малороссии в XVIII ст.» («Русское богатство», 1894, кн. 2—4), «К истории Нежинского полка» (С.-Петербург, 1896). В останній праці з певними застереженнями солідаризувався з Олександром Лазаревським, який негативно ставився до козацької старшини, звинувачуючи її в пригніченні залежних аграріїв та небагатої малоросійської шляхти - козацтва. 
З 1894 — автор, співробітник і член редакції (1904) ліберально-народницького часопису «Русское богатство». 
У роки революції 1905—1907 разом з А.Пешехоновим став організатором і керівником Народно-соціалістичної партії. Не раз зазнавав арештів і висилки із С.-Петербурга під нагляд поліції. Був одним із лідерів Трудової групи в 1-й Державній думі Російської імперії. Вітав Лютневу революцію 1917, а Жовтневий переворот у Петрограді 1917 вважав справою групи політичних терористів. Брав активну участь в організації Союзу відродження Росії (квітень 1918), із вересня 1918 виконував завдання цього союзу в Києві, Єкатеринодарі (нині м. Краснодар), Ростові-на-Дону (нині місто в РФ), Одесі, Миколаєві. 
1920 заарештований більшовиками у справі Тактичного центру, звільнений у квітні 1921, наступного року з великою групою російської інтелігенції висланий з Росії без права повернення.

## В еміграції
У Берліні (Німеччина) узяв участь у створенні Російського наукового інституту, де читав лекції з російської історії. 1925 в цьому ж інституті й у Російському народному університеті в Празі (Чехословаччина) прочитав лекції з курсу «История Малороссии». Був одним із редакторів історико-культурного альманаху «На чужой стороне», часопису «Голос минувшего на чужой стороне», писав для емігрантських видань «Славянский мир», «Последние новости» та ін. 1928—37 очолював кафедру російської історії в Софійському університеті (Болгарія), де активно пропагував антиукраїнські історичні концепції.

## Мякотін і Україна
Центральне місце в науково-дослідницькій роботі Мякотіна як у Росії, так і на еміграції, займали проблеми історії України 17—18 ст. Він розглядав Переяславський договір 1654 як акт добровільного визнання Україною своєї васальної залежності від Російської держави. Новітню для його часу історію України розглядав з великодержавницьких позицій, зокрема стверджував, що національно-визвольний рух в Україні останньої третини 19 — початку 20 ст. був спровокований антиросійською політикою німецького уряду, з тих же позицій заперечував історичну необхідність побудови незалежної української держави («Украинский вопрос в свете русской революции». Париж, 1927). Найбільш значною працею Мякотіна на еміграції були «Очерки социальной истории Украины в XVII—XVIII» (т. 1, вип. 1—3, Прага, 1924— 26), присвячені історії землеволодіння і станів у Лівобережній Україні.
Помер у м. Прага.